# 第五十七国立銀行
第五十七国立銀行（だいごじゅうしちこくりつぎんこう）は、明治期に福井県武生町（現・越前市）に設立された銀行。
1877年（明治10年）に、福井藩の武生在住士族らの金禄公債証書を元に設立。資本金は5万円。
その後、国立銀行営業満期前特別処分法に基づき私立銀行に転換して株式会社第五十七銀行に改称した。
業績は必ずしも順調とは言えず、1927年（昭和2年）3月の金融恐慌を受け、大蔵省と福井県は、当行と森田銀行、敦賀銀行、二十五銀行の4行合併を模索するも、福井市に本店を置くことに、嶺南地方の敦賀、二十五両行が反対し頓挫。
結局、当行は県内銀行の統合という方針に逆らう形で、その後富山県砺波市に本拠を構える中越銀行（現・北陸銀行の前身の一つ）に買収されて幕を閉じた。

## 沿革
- 1878年（明治11年）10月5日：設立[2][3]
- 1878年（明治11年）10月28日：開業[2][3]
- 1897年（明治30年）3月31日：私立銀行に転換して株式会社第五十七銀行に改称[2]
- 1940年（昭和15年）10月28日：中越銀行に買収される[3]